# Antennariidae
Antennariidae of voelsprietvissen is een familie van armvinnigen (Lophiiformes) die bestaat uit 12 geslachten en 45 soorten.

## Geslachten
- Allenichthys Pietsch, 1984
- Antennarius Daudin, 1816
- Antennatus L. P. Schultz, 1957
- Echinophryne McCulloch & Waite, 1918
- Histiophryne T. N. Gill, 1863
- Histrio G. Fischer, 1813
- Kuiterichthys Pietsch, 1984
- Lophiocharon Whitley, 1933
- Nudiantennarius L. P. Schultz, 1957
- Phyllophryne Pietsch, 1984
- Rhycherus J. D. Ogilby, 1907
- Tathicarpus J. D. Ogilby, 1907